# Jean-Philippe Dojwa

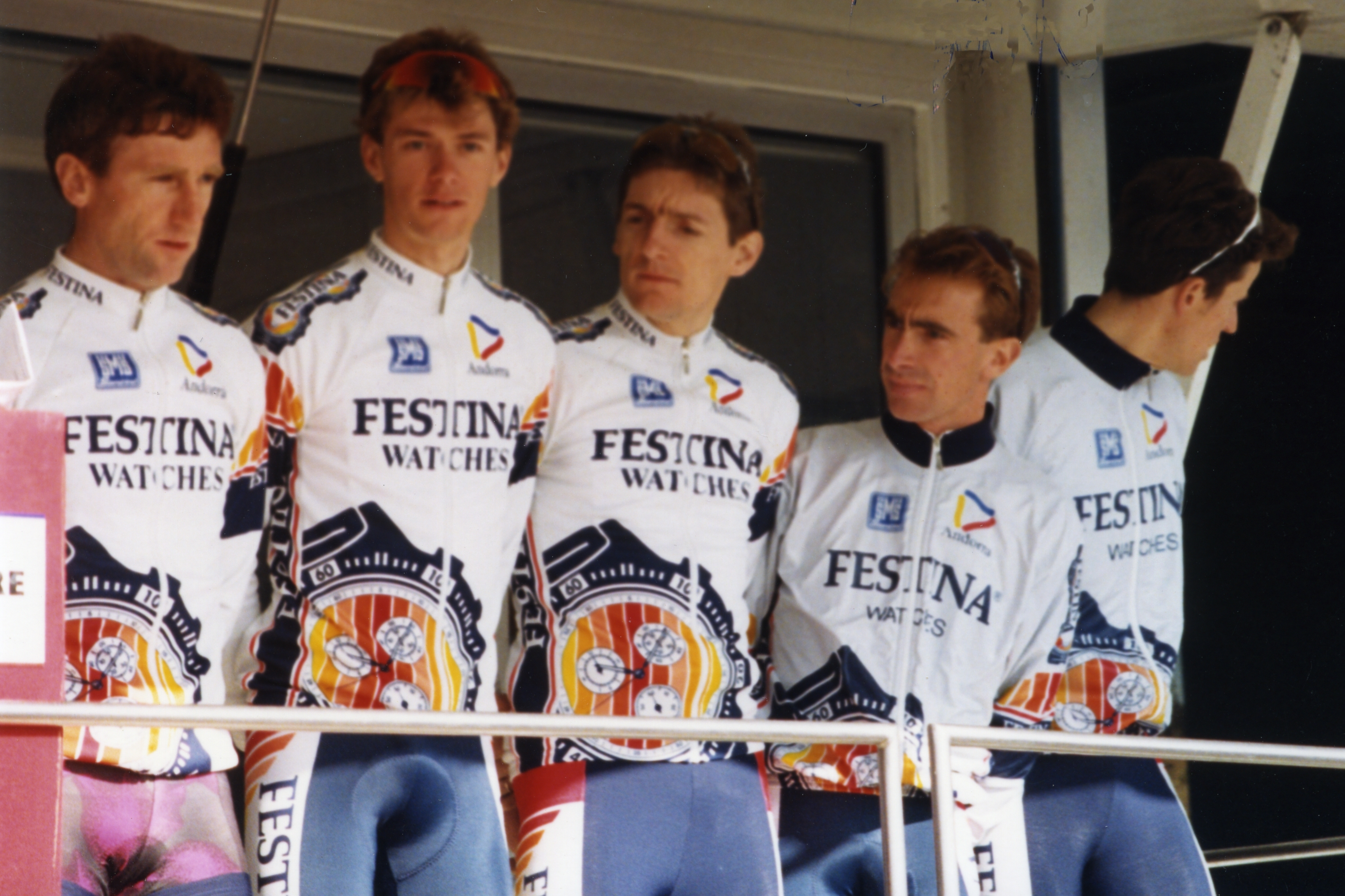
Jean-Philippe Dojwa, Zweiter von rechts

Jean-Philippe Dojwa (* 7. August 1967 in Elbeuf) ist ein ehemaliger französischer Radrennfahrer und nationaler Meister im Radsport.

## Sportliche Laufbahn
Dojwa war Straßenradsportler. Als Amateur startete er für den Verein „VC Lyon-Vaulx-en-Velin“ und gewann 1987 den Circuit du Roumois und 1989 das Etappenrennen Tour de La Réunion. 1990 siegte er in der nationalen Meisterschaft im Mannschaftszeitfahren. Die Route de France gewann er vor Pascal Berger und holte einen Etappensieg. Dazu kamen Siege in der Tour de Corrèze und im Einzelzeitfahren der Tour de l’Ain. In jener Saison holte er mehrere zweite Plätze in traditionsreichen französischen Rennen wie Paris–Barentin, Paris-Mantes Cycliste, Tour du Béarn und Tour de Seine-et-Marne. Bei den Straßenradsport-Weltmeisterschaften gewann er die Bronzemedaille im Einzelrennen der Amateure. 1990 erhielt er die Auszeichnung „Wolber d’or“ für den besten französischen Amateur des Jahres.
1991 wurde er Berufsfahrer im Radsportteam RMO. Er blieb bis 1998 als Radprofi aktiv. Als Profi gewann Dojwa 1992 die Luxemburg-Rundfahrt vor John van den Akker sowie das Eintagesrennen La Côte Picarde. In der Tour de l’Avenir wurde er hinter Hervé Garel Zweiter der Gesamtwertung und gewann eine Etappe. 1991 belegte er im Circuit Cycliste Sarthe den dritten Platz.
Die Tour de France bestritt er dreimal. 1993 wurde er 15., 1994 und 1995 schied er aus. Die Vuelta a España 1991 beendete er nicht. In der Tour de Suisse 1996 schied er aus.